# Athina Rachel Tsangari
Athina Rachel Tsangari (Grieks: Αθηνά Ραχήλ Τσαγγάρη) (Athene, 2 april 1966) is een Grieks filmregisseur, scenarioschrijver, filmproducent, en production designer.
Enkele van haar meest opvallende werken zijn haar speelfilms The Slow Business of Going (2000), Attenberg (2010) en Chevalier (2015), evenals de (co-)productie van enkele films van Giorgos Lanthimos: Kinetta (2005), Dogtooth (2009) en Alps (2011). Ze was ook de mede-oprichter en directeur van het Cinematexas International Short Film Festival. In 2014-2015 werd ze uitgenodigd als gastdocent kunst-, film- en visuele studies op de afdeling visuele en milieustudies van de Harvard-universiteit.

## Leven en carrière
Tsangari werd geboren in de Griekse hoofdstad Athene. Ze heeft een universitair diploma van de Faculteit Filosofie van de Aristoteles-universiteit van Thessaloniki, en twee master diploma's: een MA in performance studies van de Tisch School of the Arts van de New York-universiteit en een MA in filmregie van de Universiteit van Texas in Austin.
Haar eerste ervaring in film was met een kleine rol in Richard Linklater's film Slacker in 1991. Sindsdien heeft Tsangari meerdere rollen binnen de filmindustrie op zich genomen.

## Filmografie

### Speelfilms

#### Als regisseur
- The Slow Business of Going (2000)
- Attenberg (2010)
- Chevalier (2015)
- Harvest (2024)

#### Als scenarioschrijver
- Attenberg (2010)
- Chevalier (2015), geschreven samen met Efthimis Filippou
- Harvest (2024), geschreven samen met Joslyn Barnes

#### Als producent
- The Slow Business of Going (2000)
- Kinetta (2005), geregisseerd door Giorgos Lanthimos
- Palestine Blues (2006), geregisseerd door Nida Sinnokrot
- Dogtooth (2007), geregisseerd door Giorgos Lanthimos, associate producer
- Lovers of Hate (2010), geregisseerd door Bryan Poyser, uitvoerend producent
- Attenberg (2010)
- Alps (2011), geregisseerd door Giorgos Lanthimos
- Pearblossom Hwy (2012), geregisseerd door Mike Ott
- Before Midnight (2013), geregisseerd door Richard Linklater, co-producer
- Lake Los Angeles (2014), geregisseerd door Mike Ott, uitvoerend producent
- Petting Zoo (2015), geregisseerd door Micah Magee, co-producer
- Fireflies (2018), geregisseerd door Bani Khoshnoudi, co-producer
- Harvest (2024)

#### Als actrice
- Slacker - als nicht uit Griekenland (gecrediteerd als Rachel Reinhardt)
- Voor middernacht - als Ariadni

### Korte films
- On Infection (1993), schrijver, regisseuse
- Fit (1994), schrijver, regisseuse, redacteur
- Fit # 2 (1995), schrijver, regisseuse
- Plant # 1 (1996), schrijver, regisseuse
- Anticipation ™ (1996), mede geregisseerd door Nida Sinnokrot en Kenny Strickland
- Pleasureland (2001), uitvoerend producent
- The Wind Squeezes Glass Leaves (2002), animatie, regisseuse
- Funky Beep (2007), muziekvideo voor K.Bhta, regisseuse
- Marina № 5/20: 04–21: 10 UTC + 8/31 ° 10 'N 121 ° 28' E (2008), regisseuse
- The Capsule (2012), co-schrijver, regisseuse
- 24 Frames per Century (2013) (segment van Venice 70 - Future Reloaded), co-schrijver, regisseuse
- The Benaki Museum (2013), verteld door Willem Dafoe, regisseuse, schrijver
- Sandy Beach (2016), producer
- After Before (2016), korte documentaire, regisseuse, producer

### Televisie
- Borgia (televisieserie), regisseuse
- Goniometrie (BBC Two-televisieserie), regisseuse

## Production design
- Openings- en sluitingsceremonie van de Olympische Spelen van Athene (2004), projection designer en videoregisseuse
- 2 (2007), projection designer
- A Greek Ceremony - Beijing Capital Museum Exhibit (2008), projection designer en videoregisseuse
- Reflections - Opening Ceremony of the New Acropolis Museum (2009), concept, regisseuse, projection designer